# Classe Izumo
A Classe Izumo (いずも型護衛艦, Izumo-gata-goei-kan), ou 22DDH, é um conjunto de porta-helicópteros desenvolvidos e operados pela Força Marítima de Autodefesa do Japão. O primeiro navio foi ancorado em Yokohama a 6 de agosto de 2013 e entrou no serviço ativo dois anos depois. Custando ¥ 113,9 ienes (ou US$ 1,2 bilhões de dólares), o Izumo é um dos projetos mais audaciosos da marinha japonesa. De facto, ele é um dos maiores navios construídos pelo Japão desde a Segunda Guerra Mundial.

## Navios da classe
| Nº de amura | Nome  | Construtor                      | Batimento de quilha | Lançado        | Comissionado  | Notas       |
| ----------- | ----- | ------------------------------- | ------------------- | -------------- | ------------- | ----------- |
| DDH-183     | Izumo | Japan Marine United Corporation | janeiro de 2012     | agosto de 2013 | março de 2015 | [ 2 ] [ 3 ] |
| DDH-184     | Kaga  | Japan Marine United Corporation | outubro de 2013     | agosto de 2015 | março de 2017 | [ 2 ] [ 4 ] |